# Polysphaeria subnudifaux
Polysphaeria subnudifaux är en måreväxtart som beskrevs av Bernard Verdcourt. Polysphaeria subnudifaux ingår i släktet Polysphaeria och familjen måreväxter.

## Underarter
Arten delas in i följande underarter:
- P. s. dewevrei
- P. s. subnudifaux